# Kriegerdenkmal (Lemberg)
Das Kriegerdenkmal in Lemberg ist ein denkmalgeschütztes Bauwerk.

## Lage
Das Bauwerk befindet sich in der örtlichen Bergstraße hinter dem Haus mit der Nummer 18.

## Geschichte
Das Bauwerk gedenkt der Gefallenen des Ersten Weltkriegs.

## Typologie
Das Denkmal gehört zu einer Vielzahl von Monumenten innerhalb der Südwestpfalz ohne Statuen, die einen bestimmten Typus darstellen. Dennoch ist teilweise figurales Beiwerk vorhanden. Hierbei sind häufig die Namenstafeln beziehungsweise Textelemente dominierend. Meist handelt es sich um quaderförmige Blöcke mit aufgesetzter Flammenschale beziehungsweise Helm oder jedoch – wie in Lemberg – Monolithe.